# 耶茨 (紐約州)
耶茨（英語：Yates）是一個位於美國紐約州奧爾良縣的鎮。

## 人口
根據2020年美國人口普查的數據，耶茨的面積為96.83平方千米，皆為陸地。當地共有人口2567人，而人口密度為每平方千米27人。